# Cercedilla
Cercedilla är en kommun i Spanien.   Den ligger i autonoma regionen Madrid, i den centrala delen av landet, 50 km nordväst om huvudstaden Madrid. Antalet invånare är 7 647.

## Geografi
Cercedilla gränsar till Los Molinos och Navacerrada, och El Espinar och Real Sitio de San Ildefonso. Staden ligger också längs Camino de Santiago de Madrid.
Cercedilla är omgivet av flera berg i bergskedjan Guadarrama, såsom Siete Picos, Bola del Mundo, La Peñota och Peña del Águila.
Åtta kilometer från Cercedilla ligger skidorten Navacerrada.
Det finns en smalspårig järnväg som går längs Siete Picos södra sida och förbinder Cercedilla med Navacerrada-passet och, efter att ha passerat genom en tunnel till Segovia-sidan av bergskedjan, når Cotos-passet. Tåget är känt som Ferrocarril Eléctrico del Guadarrama eller Cotos Railway. Denna tåglinje skiljer sig från de övriga Madrids pendeltåg på grund av sin turistkaraktär.
Den här artikeln är helt eller delvis baserad på material från spanskspråkiga Wikipedia, Cercedilla, 15 april 2025.